# 花形歌手東西歌合戦
『花形歌手東西歌合戦』（はながたかしゅとうざいうたがっせん）は、1966年1月9日から同年4月24日までフジテレビ系列局で放送されていたフジテレビ製作の歌謡バラエティ番組である。放送時間は毎週日曜 20:00 - 20:56 （日本標準時）。

## 概要
毎回ゲスト歌手たちを出身地別に東西2チームに分け、チーム対抗戦方式での歌合戦を行っていた。それ以外にも、東西のお国自慢・民謡・踊り・方言の披露などの郷土色を織り込んだ企画も行っていた。放送第1回では、フランク永井、三田明、二宮ゆき子が東軍メンバーを、村田英雄、梶光夫、日野てる子、かしまし娘が西軍メンバーを務めた。東軍の司会はコロムビア・トップ・ライトが、西軍の司会はミスワカサ・島ひろしが務めていた。